# 常寧県 (山西省)
常寧県（じょうねい-けん）は中華人民共和国山西省にかつて存在した県。現在の忻州市神池県一帯に相当する。
南北朝時代、北斉により設置された長寧県を前身とする。599年（開皇19年）、隋朝により開陽県、唐初には常寧県と改称された。621年（武徳4年）に廃止されている。